# Aureliano Pimentel
Aureliano Pereira Corrêa Pimentel (São João del-Rei, 26 de novembro de 1830 - São João del-Rei, 31 de dezembro de 1908) foi um professor brasileiro.

## Vida pessoal
Filho do  capitão-mor João Pereira Pimentel e de Jesuína Cândida de Paula. Foi Comendador da Ordem da Rosa. Em 1854, casou-se com Mariana Cândida de São Tiago, falecida no Rio de Janeiro, em 1886. Filhos do casal: Pe. João Pereira Pimentel, Dr. Vicente, médico, Mécia Helena, Afonso Pimentel.
Viúvo, casou-se com Hosana Muller, com quem teve três filhos: Iago Victoriano Pimentel,  Hildebrando e Mercês.
Foi o 1º Presidente da conferência Vicentina de Nossa Senhora do Pilar a mais antiga de Minas Gerais, instalada a 14 de fevereiro de 1875.
Faleceu a 31 de dezembro de 1908 e foi sepultado a 1º de janeiro de 1909 no cemitério da Ordem Terceira do Carmo de São João del-Rei.

## Magistério
Em sua cidade natal exerceu o magistério na Escola João dos Santos. Lecionou Filosofia no Colégio São Francisco de Assis, dirigido pelo padre João Batista do Sacramento. Ensinou Filosofia, Latim, Português e Literatura em diversas localidades. Em Ouro Preto e no Rio de Janeiro submeteu-se a três concursos públicos para o exercício do magistério. Defendeu erudita tese para provimento da cátedra de Português do Imperial Colégio Pedro II, no qual exerceu o cargo de reitor do Internato entre 1885 e 1888. Informa Carlos de Laet que, na ocasião, ouviu de D. Pedro II a explicação seguinte: “É um sábio, um verdadeiro erudito que descobri em São João del-Rei”.

## Homenagens
A Lei Municipal nº 215, de 5 de junho de 1909, deu o nome de Aureliano Pimentel a uma das ruas de São João del-Rei.  No dia 14 de junho de 1940, foi inaugurado na Escola Estadual de 1º Grau Aureliano Pimentel, o retrato do Patrono do Estabelecimento.

## Obras literárias
- Epístola a propósito da instrução pastoral sobre a maçonaria, do bispo de Olinda  (1875)
- Cântico das ciências naturais (1879)
- Teologia (1879)
- Apontamentos sobre o município de São João del-Rei (1881)
- Tese para o concurso à cadeira de latim do imperial Colégio de Pedro II (1883)